# 鄭一麟
鄭一麟（1548年—？），字世禎，號趾庵，浙江上虞縣人，紹興府山陰縣民籍，明朝政治人物。

## 生平
嘉靖四十三年（1564年）甲子科浙江鄉試第二十六名，萬曆五年（1577年）丁丑科會試第一百二十五名，登二甲第十一名進士。初授兵部主事，陞兵部郎中，萬曆十二年（1584年）出爲廣東肇慶府知府，歷江西袁州府知府，二十年四月陞福建副使。升山西布政司右參政兼佥事，奉敕提督三关、井陉兵备，升本省按察使。

## 家族
曾祖鄭貴；祖父鄭遂，曾任典史，贈文林郎知縣；父鄭舜臣，曾任知府。母胡氏（封孺人）；生母辛氏。具庆下。